# PGM-19朱庇特弹道导弹
PGM-19朱庇特（神皇）弹道导弹（PGM-19 Jupiter）或称SM-78朱庇特（木星）导弹，为美国空军第一代远程弹道导弹，使用液体燃料RP-1和LOX氧化剂为动力，由一台推力为667kN的洛克达因公司LR70-NA (S-3D型)火箭发动机驅動。導彈的主承包商是克莱斯勒公司。 
导弹携带核弹头，1961年北约将其部署在意大利和土耳其，以保持对苏联的冷战威慑。古巴导弹危机期间，其作为美国与苏联秘密协议的一部分，其部署被撤除。

## 历史

### 开发和测试
1955年9月，沃纳·冯·布劳恩给美国国防部长的一份简报指出，PGM-11红石导弹射程可以延长到到1500英里(2400公里)。因此，1955年12月，陆军和海军部长宣布成立一个陆海军项目，目标是研制出一个陆基和海基的远程弹道导弹。
1956年11月，美国国防部将所有陆基远程导弹划归空军，陆军只保留射程为200英里(320公里)甚至更少的导弹。朱庇特导弹计划也被移交到空军。
1957年3月1日，朱庇特导弹飞行测试在卡纳维拉尔角LC-5正式启动，导弹在发射50秒后失去控制，事后推断是因导弹尾部过热而烧毁。对绝缘材料进行改进后，4月26日再次发射1B导弹，又因推进剂导致挡板破裂而进入油箱导致测试失败。第三次测试在5月31日成功，后又经过多次测试修正后，朱庇特导弹于1958年1月15日被正式宣布投入使用。

### 生物飞行测试

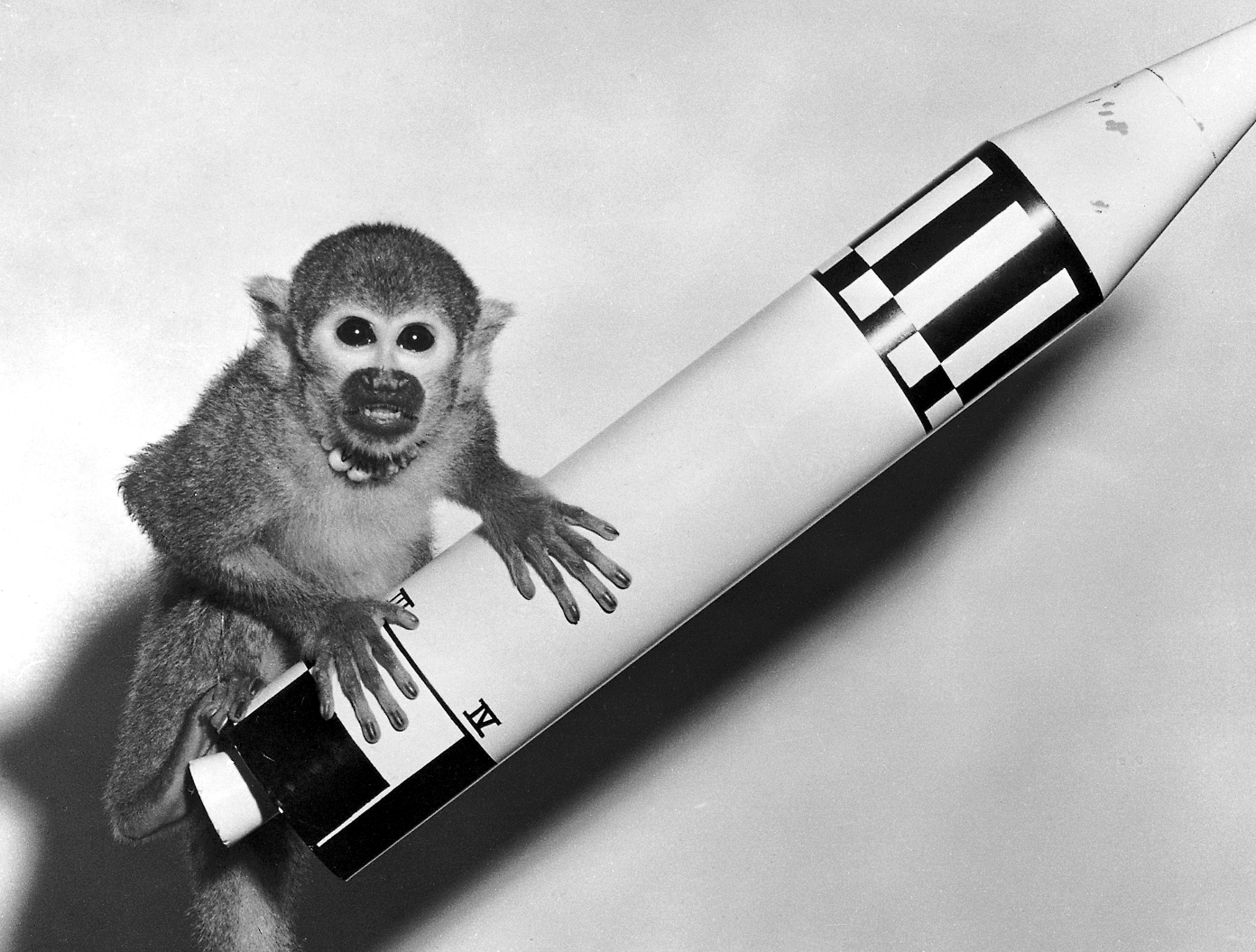
松鼠猴贝克小姐与一个朱庇特导弹模型，它在1959年骑在弹头上进行亚轨道飞行

朱庇特導彈被用於一系列亞軌道生物測試飛行。1958年12月13日，AM-13從卡納維拉爾角發射，搭載一隻名為戈多的南美松鼠猴。鼻錐回收降落傘失效，戈多未能存活。遙測數據顯示，猴子在發射時承受10 g加速度、8分鐘失重，以及重返時的40 g加速度，最高速度10,000 mph（4.5 km/s）。鼻錐沉入距離卡納維拉爾角1,302海里（2,411 km）的海域。
另一次测试在1959年5月28日，当时AM-18搭載一隻7磅（3.2）的美國出生獼猴Able與一隻11 oz（310 g）的松鼠猴貝克，飛至300英里（480）高度，航程1,500英里（2,400）。在飞行过程中，牠們38 g重力加速度，與9分鐘经历失重，航行的最高速度是10,000 mph（4.5 km/s），在飛行16分鐘後落入大西洋，由USS Kiowa (ATF-72)回收。两只猴子在飞行时状况良好，Able在试验后四天死于麻醉反应，贝克存活多年后在1984年11月29日因肾衰竭在阿拉巴马州亨茨维尔的美国太空和火箭中心死亡。
在1959年9月进行生物负载的AM-23发射失败，载荷包括一些老鼠（未能存活）。

### 军事部署

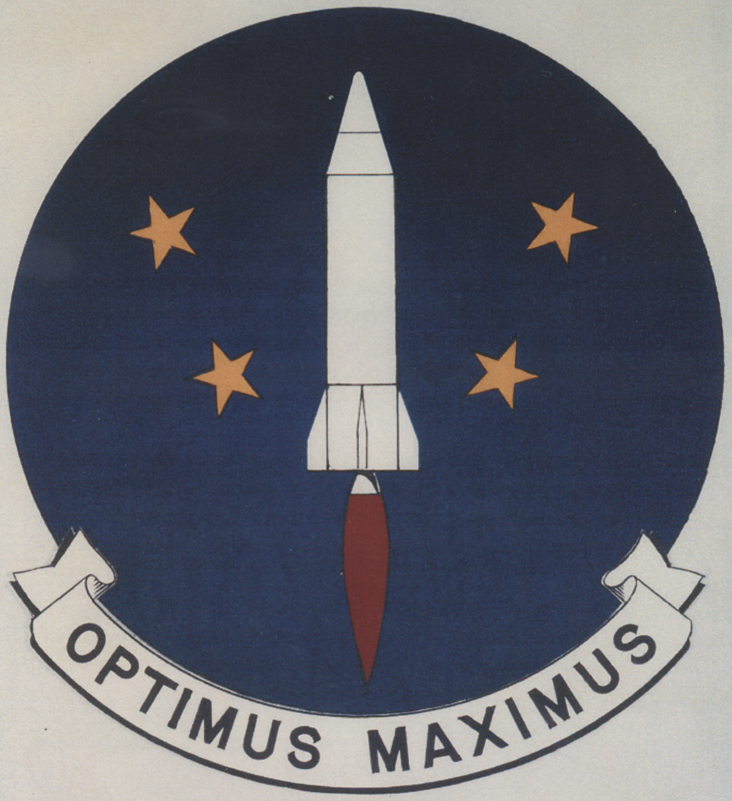
第864战略导弹中队徽章

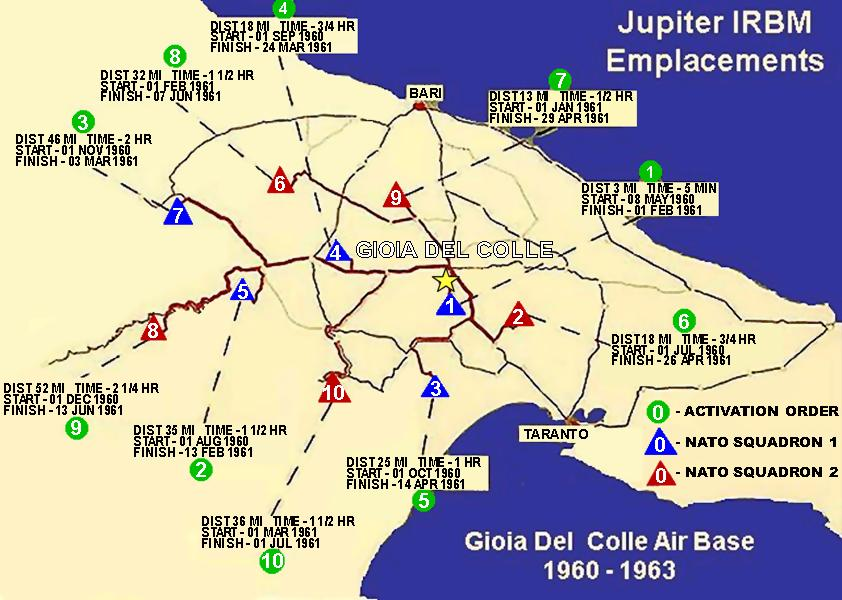
1961年到1963年在意大利的朱庇特导弹部署地点

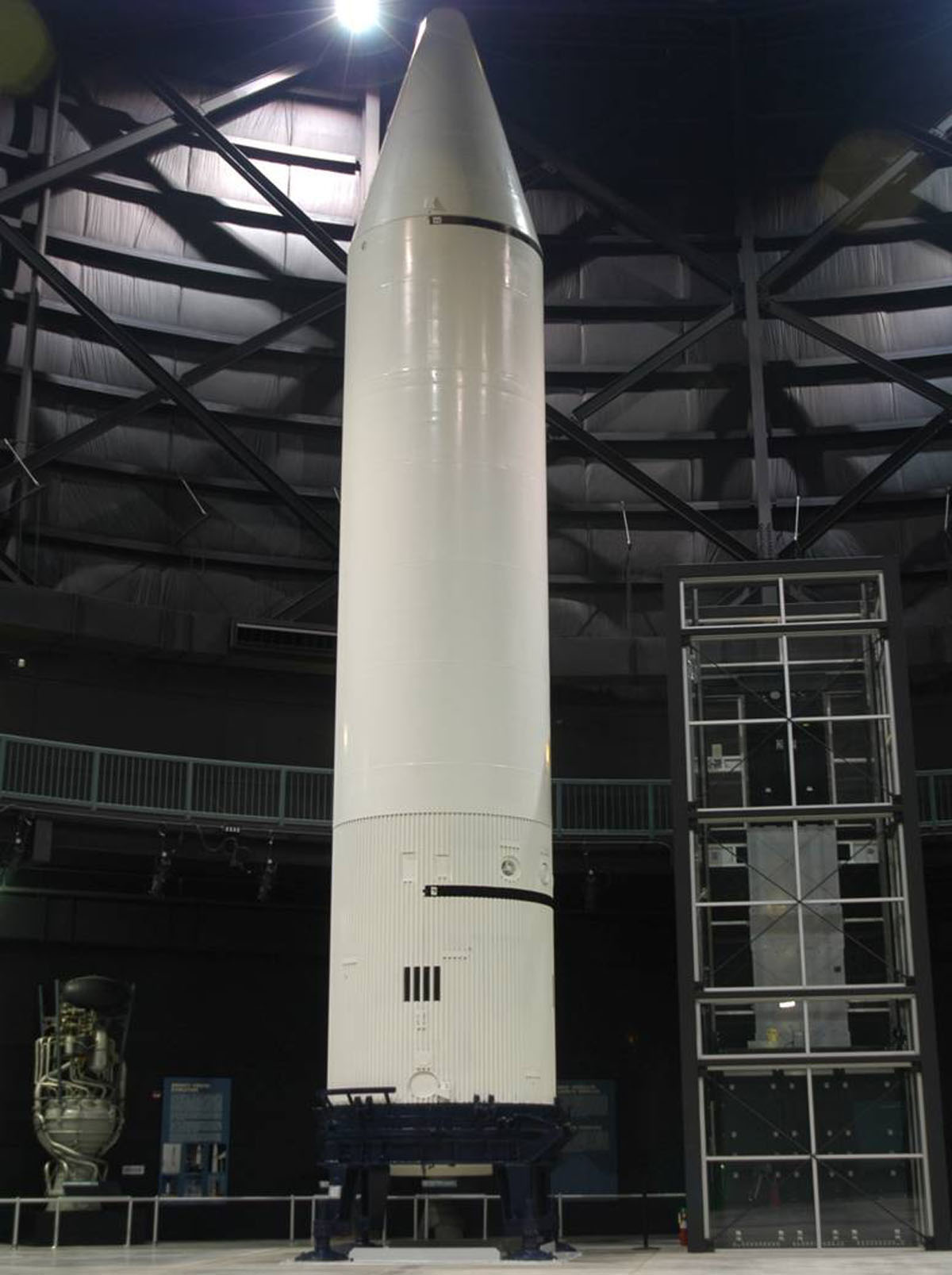
在俄亥俄州美国空军国家博物馆的朱庇特导弹

1958年4月，艾森豪總統領導的美國國防部通知空軍，初步計劃在法國部署三個朱庇特中隊（45枚導彈）。然而，1958年6月，新任法國總統戴高樂拒絕接受，美國轉而探索在義大利與土耳其部署的可能性。空軍已計劃在英國部署四個中隊（60枚導彈）的PGM-17 雷神導彈，後改為20個皇家空軍中隊，每中隊3枚導彈，分布於約克郡至東安格利亞的機場。
1958年，美国空军第864战略导弹中队在ABMA成立。尽管美国空军曾一度考虑在加州范登堡空军基地训练其朱庇特人员，但后来还是决定在亨茨维尔进行所有的培训。同年6月和9月空军启用两个中队——第865中队和第866中队。
1959年4月，美国空军部长发令将两个朱庇特中队部署到意大利。从1961年到1963年间，两个中队，共计30个导弹，被部署在意大利的10个基地中。基地由意大利空军人员负责，但美国空军人员控制核弹头。指挥部在意大利焦亚德尔科莱空军基地36ª Aerobrigata Interdizione Strategica（第36战略拦截空中中队, 意大利空军）。
一个朱庇特中队由15枚导弹和大约500名军事人员组成，装备有约20辆汽车，包括两辆发电机、配电卡车、短程和远程经纬仪车、一辆液压和气动卡车和一辆液氧装载卡车。另外还有一辆装载6,000美制加侖（23立方）燃料和三辆装载4,000美制加侖（15立方）液氧（每辆）的拖挂卡车。
大型拖车运载导弹抵达发射地点后，工作人员将导弹用铰链吊车竖立起来，装入30,000英磅（14,000）的RP-1燃料和68,000英磅（31,000）的LOX氧化剂，导弹的下三分之一部分被包裹在“花瓣避难所”中，避难所由楔形的金属面板组成，使操作人员可在各种天气条件下进行操作。燃料和氧化剂箱满后，发射控制官和两个队员就可以在移动发射控制拖车上控制导弹发射。
据报道，1962年保加利亚一架米格-17侦察飞机在飞越意大利领空时撞上一个橄榄树林附近的一个美国朱庇特导弹发射基地。
1959年10月，美国与土耳其签署了政府协议，一个朱庇特导弹中队（共计15枚导弹）被部署在伊兹密尔附近的5个基地中。基地最初由美国空军运行，在试射了3枚后转交土耳其空军 (Türk Hava Kuvvetleri)负责，美军只控制核弹头。
1961年10月中旬至1962年8月期间，在意大利基地中，一枚载有相当于1.4百万吨级的TNT(5.9 PJ)威力的核弹头的朱庇特导弹曾四次被闪电击中，每次导弹的热电池均被激活，其中两次导致了弹头中氘-氚热核反应燃料气注入裂变核心（聚变增强裂变弹）。在第四次雷击之后，美国空军在所有导弹靠基地的外侧加装了避雷针塔。
一些朱庇特导弹装备了核弹头、填充好燃料，并竖立在导弹架上，最快可以在5分钟内发射。这些导弹显然是用作第一波攻击，且因其距莫斯科约2000公里而成为了苏联极为关注的目标，也成为苏联愿和古巴联合（后引发古巴危机）的最主要动机。导弹本身不算过时，且是对苏联的很大威胁。后来苏联于古巴部署各方面类似的SS4导弹，于是形成了对美国的同等威胁，双方经秘密协议后，都将此类导弹（另与克莱斯勒PGM-19朱庇特很接近的，是部署于英国的道格拉斯PGM-17雷神导弹，也于古巴危机后撤出）撤至安全距离以外。美方将撤出的朱庇特导弹改做航天用途，苏联则将SS4封库，至中导条约签订后陆续销毁。
土耳其的朱庇特导弹导弹在装配时已经过时，越来越容易受到苏联的攻击。于是1963年4月朱庇特导弹作为与苏联的一个交易内容被美军退役，以换取苏联从古巴撤离导弹的条件。

## 部署基站
美国
阿拉巴马州亨茨维尔红石兵工厂 34°37′58.11″N 86°39′56.40″W / 34.6328083°N 86.6656667°W
新墨西哥州白沙导弹试验场 32°52′47.45″N 106°20′43.64″W / 32.8798472°N 106.3454556°W
意大利
总部: 焦亚德尔科莱空军基地
培训区 40°47′6.74″N 16°55′33.5″E / 40.7852056°N 16.925972°E
中队 1
Site 1 40°44′24.59″N 16°55′58.83″E / 40.7401639°N 16.9330083°E
Site 3 40°35′42.00″N 16°51′33.00″E / 40.5950000°N 16.8591667°E
Site 4 40°48′47.05″N 16°22′53.08″E / 40.8130694°N 16.3814111°E
Site 5 40°45′32.75″N 16°22′53.08″E / 40.7590972°N 16.3814111°E
Site 7 40°57′43.98″N 16°10′54.66″E / 40.9622167°N 16.1818500°E
中队 2
Site 2 40°40′42.00″N 17°6′12.03″E / 40.6783333°N 17.1033417°E
Site 6 40°58′6.10″N 16°30′22.73″E / 40.9683611°N 16.5063139°E
Site 8 40°42′14.98″N 16°8′28.42″E / 40.7041611°N 16.1412278°E
Site 9 40°55′23.40″N 16°48′28.54″E / 40.9231667°N 16.8079278°E
Site 10 40°34′59.77″N 16°35′43.26″E / 40.5832694°N 16.5953500°E
土耳其
总部: 西格利空军基地
培训区 38°31′17.32″N 27°1′3.89″E / 38.5214778°N 27.0177472°E
Site 1 38°42′26.68″N 26°53′4.13″E / 38.7074111°N 26.8844806°E
Site 2 38°42′23.76″N 27°53′57.66″E / 38.7066000°N 27.8993500°E
Site 3 38°50′37.66″N 27°02′55.58″E / 38.8437944°N 27.0487722°E
Site 4 38°44′15.13″N 27°24′51.46″E / 38.7375361°N 27.4142944°E
Site 5 38°47′30.73″N 27°42′28.94″E / 38.7918694°N 27.7080389°E

## 运载火箭的衍生品

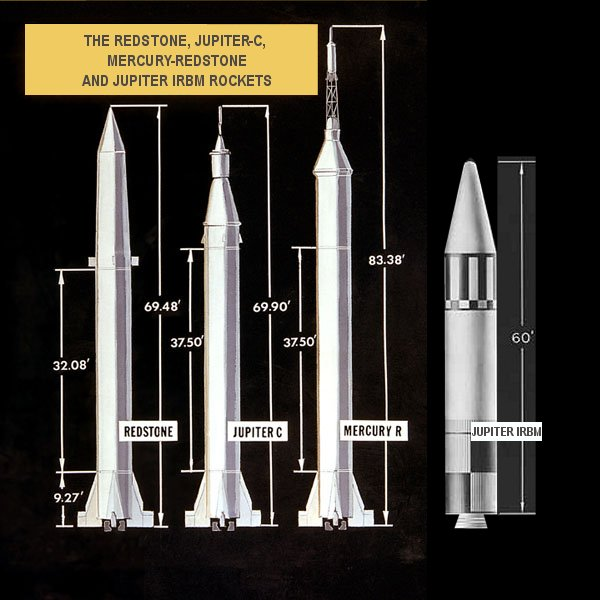
红石、Jupiter-C、Mercury-Redstone和Jupiter IRBM.

土星1号运载火箭和土星1B號運載火箭使用一个朱庇特导弹推进剂贮箱，与八个红石火箭推进剂组成一个动力系统，担任运载火箭第一阶段的推进动力。
朱庇特MRBM也是朱諾二號運載火箭的动力组成部分。

## 规格 (朱庇特中程弹道导弹)
- 长度：60英尺(18.3米)
- 直径：8英尺9英寸(2.67米)
- 总引发体重: 108,804 磅 (49,353 kg)
- 空体重: 13,715 磅 (6,221 kg)
- 氧化剂(LOX)重: 68,760 磅 (31,189 kg)
- RP-1 (煤油) 重: 30,415 磅 (13,796 kg)
- 推力: 150,000 磅力 (667 kN)
- 引擎: Rocketdyne LR70-NA (S-3D型)
- ISP: 247.5 s (2.43 kN·s/kg)
- 燃烧时间: 2分钟. 37秒.
- 燃料消耗率: 627.7 磅/秒 (284.7 kg/s)
- 射程: 1,500 mi（2,400 km）
- 飞行时间：16分钟56.9秒
- 截止速度: 每小时8,984英里 (14,458 公里/小时) - 13.04马赫
- 再入速度: 每小时10,645英里 (17,131 公里/小时) - 15.45马赫
- 加速度: 13.69 g (134 m/s²)
- 峰减速: 44.0 g (431 m/s²)
- 峰值高度: 390 mi（630 km）
- CEP 4,925英尺(1500米)
- 弹头: 1.45 公吨热核 W49 - 1,650 磅(750公斤)
- Fusing: Proximity and Impact
- 指导：惯性

## 规格 (朱诺二号运载火箭)

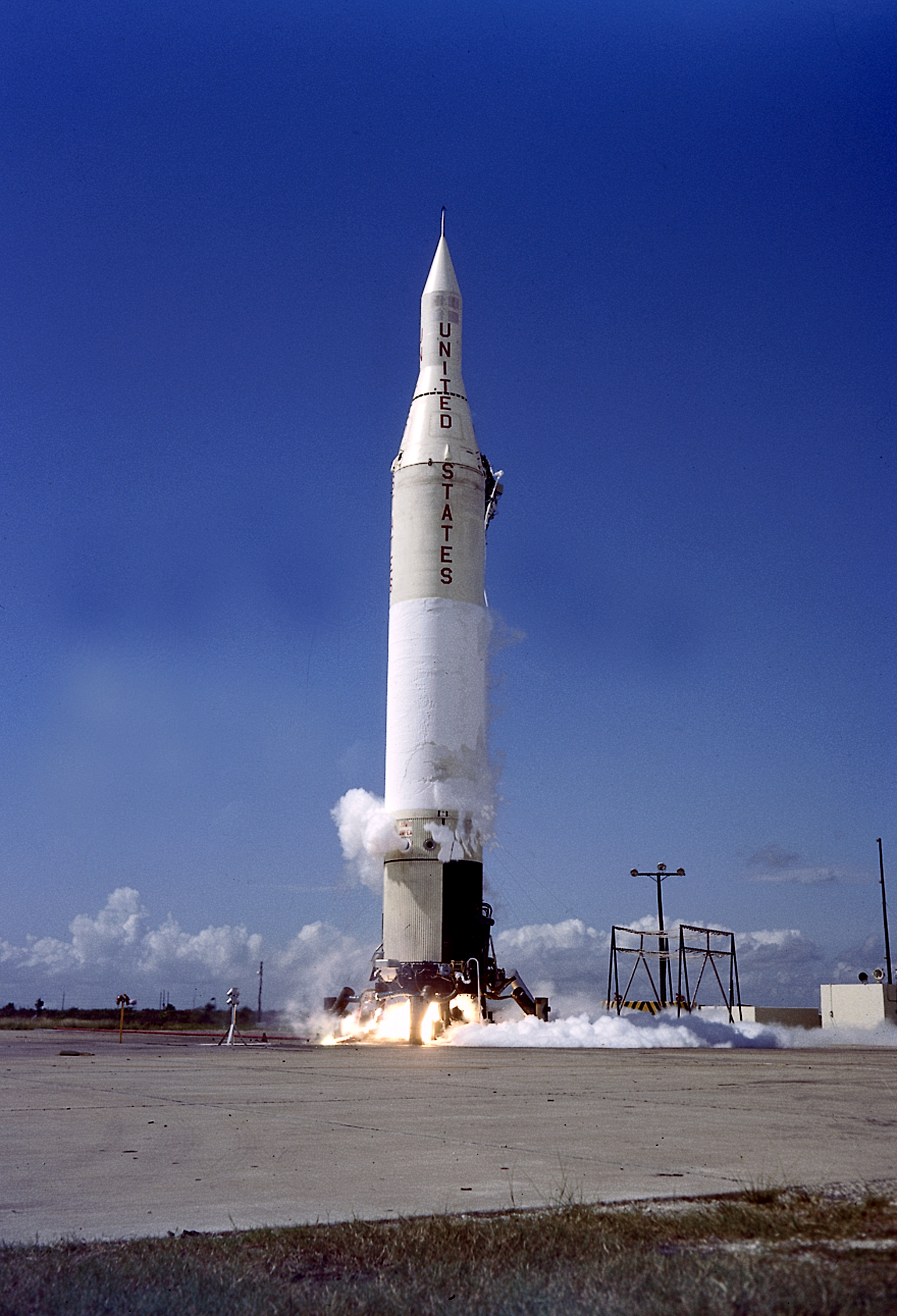
衍生自朱庇特IRBM移动导弹的朱诺二号运载火箭.

朱诺二号是一个四级火箭，衍生自朱庇特IRBM。发射过先驱者3号、先驱者4号、探险者7号、探险者8号和探险者11号等10颗卫星，失败六颗。
- 朱诺二总长度: 24.0米
- 200公里轨道载荷: 41 kg
- 逃逸速度负载: 6 kg
- 首次发射日期: 1958年12月6日
- 最后发射日期: 1961年5月24日

| 参数     | 第1级                | 第2级                | 第3级                | 第4级                |
| -------- | -------------------- | -------------------- | -------------------- | -------------------- |
| 总质量   | 54,431 kg            | 462 kg               | 126 kg               | 42 kg                |
| 空载质量 | 5,443 kg             | 231 kg               | 63 kg                | 21 kg                |
| 推力     | 667 kN               | 73 kN                | 20 kN                | 7 kN                 |
| Isp      | 248 s (2.43 kN·s/kg) | 214 s (2.10 kN·s/kg) | 214 s (2.10 kN·s/kg) | 214 s (2.10 kN·s/kg) |
| 燃烧时间 | 182 s                | 6 s                  | 6 s                  | 6 s                  |
| 长度     | 18.28米              | 1.0米                | 1.0米                | 1.0米                |
| 直径     | 2.67 m               | 1.0 m                | 0.50 m               | 0.30 m               |
| 引擎:    | Rocketdyne S-3D      | Eleven Sergents      | Three Sergents       | One Sergent          |
| 推进剂   | LOX/RP-1             | 固体燃料             | 固体燃料             | 固体燃料             |

## 朱庇特中程弹道导弹和朱诺二号的发射历史
有46次测试发射，全部在佛罗里达州卡纳维拉尔角导弹发射场。
| 序列号 | 任务    | 发射日         | 备注                                                                                          |
| ------ | ------- | -------------- | --------------------------------------------------------------------------------------------- |
| AM-1A  | AM-1A   | 1957年3月1日   | 试射1。导弹试验。失败。远地点 14 mi（23 km）                                                  |
| AM-1B  | AM-1B   | 1957年4月26日  | 试射2。导弹试验。失败。远地点 18 mi（29 km）                                                  |
| AM-1   | AM-1    | 1957年5月31日  | 试射3。导弹试验。成功。远地点 500 mi（800 km）                                                |
| AM-2   | AM-2    | 1957年8月28日  | 试射4。导弹试验。成功。远地点 500 mi（800 km）                                                |
| AM-3   | AM-3    | 1957年10月23日 | 试射5。导弹试验。成功。远地点 500 mi（800 km）                                                |
| AM-3A  | AM-3A   | 1957年11月27日 | 试射6。导弹试验。失败。远地点 20 mi（32 km）                                                  |
| AM-4   | AM-4    | 1957年12月16日 | 试射7。导弹试验。失败。远地点 63 mi（101 km）                                                 |
| AM-5   | AM-5    | 1958年5月18日  | 试射8。再入试验。成功。远地点 345 mi（555 km）                                                |
| AM-6B  | AM-6B   | 1958年7月17日  | 试射9。再入试验。成功。远地点 345 mi（555 km）                                                |
| AM-7   | AM-7    | 1958年8月27日  | 试射10。导弹试验。成功。远地点 345 mi（555 km）                                               |
| AM-9   | AM-9    | 1958年10月10日 | 试射11。导弹试验。失败。远地点 0 mi（0 km）                                                   |
| AM-11  | Juno II | 1958年12月6日  | 试射12. 月球探测。先驱者3号。未能到达月球。远地点 70,610 mi（113,640 km）                     |
| AM-13  | Bio 1   | 1958年12月13日 | 试射13. 生物测试飞行.猴子"戈多". 降落伞失败. 远地点 345 mi（555 km）                          |
| CM-21  | CM-21   | 1959年1月22日  | 试射14. 战术试飞。成功。远地点 345 mi（555 km）                                               |
| CM-22  | CM-22   | 1959年1月27日  | 试射15。导弹试验。成功。远地点 345 mi（555 km）                                               |
| AM-14  | Juno II | 1959年3月3日   | 试射16. 月球探测。先驱者4号。离月球58,983 公里 (可能转换不当,除非原是 36,650 米). 在太阳轨道. |
| CM-22A | CM-22A  | 1959年4月4日   | 试射17。导弹试验。成功。远地点 345 mi（555 km）                                               |

## 前操作部队
美国美国空军
- 第864战略导弹中队
- 第865战略导弹中队
- 第866战略导弹中队

 意大利Aeronautica Militare (意大利空军)
- 36ª Brigata Aerea Interdizione Strategica (第36战略空中封锁旅)

 土耳其Türk Hava Kuvvetleri (土耳其空军)

## 现存的导弹
阿拉巴马州亨茨维尔马歇尔太空飞行中心在它的火箭花园中有一枚朱庇特导弹展示。
阿拉巴马州亨茨维尔美国太空和火箭中心有两枚朱庇特导弹展示，其中在火箭公园的一个是朱诺二号的配置。
一枚SM-78/PMG-19展示于佛罗里达州卡纳维拉尔角的美国空军太空与导弹博物馆。导弹在火箭花园展示了许多年，在2009年被撤下并被给予一次完整的修复。
一枚朱庇特导弹（朱诺二号配置）展示在佛罗里达州肯尼迪航天中心火箭花园,。它在2004年被弗朗西斯飓风损坏,修复后来回到展览馆。 
一枚PGM-19在俄亥俄州代顿的美国空军国家博物馆展出。导弹1963年从克莱斯勒公司获得。几十年来一直在博物馆外展示，1998年之前被拆除。导弹被博物馆的工作人员修复后，在2007年返回博物馆的新导弹发射井画廊展示。
一枚PGM-19在南卡罗来纳州哥伦比亚的露天游乐场展出。被命名为“哥伦比亚”（Columbia）。1960年代初由美国空军提供给该市，1969年花了1万美元被安装在游乐场。
弗吉尼亚汉普顿公园的空中力量公园有一枚SM-78展出.
弗吉尼亚罗诺克市中心的弗吉尼亚交通博物馆有一枚朱庇特PGM-19展出.